# Union des Maritimes

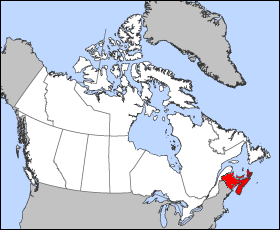
Les Provinces maritimes.

L’Union des Maritimes est une union proposée depuis le milieu du XIXe siècle des Provinces maritimes du Canada dans un seul pays indépendant ou dans une seule et unique province canadienne.

## Origines
Avant les Provinces maritimes, il y avait la colonie française d'Acadie, fondée en 1604. Il ne faut pas confondre l'Acadie historique et l'Acadie contemporaine, un territoire sans reconnaissance explicite qui correspond, selon la définition la plus courante, aux régions francophones des Provinces maritimes, auxquelles on ajoute couramment celles de Terre-Neuve-et-Labrador.
L'Acadie est cédée à la Grande-Bretagne par le traité d'Utrecht, en 1713, la colonie prenant alors le nom de Nouvelle-Écosse. Le territoire commence d'ailleurs à être morcelé, l'île du Cap-Breton et les autres îles du golfe du Saint-Laurent restant de souveraineté française. De plus, la Grande-Bretagne et la France se disputent le contrôle des terres correspondant à l'actuelle province du Nouveau-Brunswick. La Grande-Bretagne obtient le contrôle de tous ces territoires en 1763 par la signature du traité de Paris. L'Île-du-Prince-Édouard devient toutefois une colonie séparée en 1769, suivie du Nouveau-Brunswick en 1784.
Depuis ce temps, une partie de la population souhaite que les trois provinces redeviennent un seul territoire. Les arguments en faveur d'une telle union incluent les économies d'échelle et la création d'un marché commun. D'ailleurs, les Provinces maritimes possèdent une géographie, un climat et des ressources similaires.

## Première tentative d'union
À la suite du morcellement du territoire par la création de l'Île-du-Prince-Édouard et du Nouveau-Brunswick, l'idée d'une Union des Maritimes est surtout populaire en Nouvelle-Écosse pour se répandre ensuite, mais dans une moindre mesure, aux autres provinces. La Conférence de Charlottetown a lieu en septembre 1864 justement dans l'objectif de les rejoindre sous une même autorité législative. La conférence est toutefois un échec, aucune mesure concrète n'étant adoptée pour l'Union des Maritimes, et les délégués mettent plutôt la priorité sur une confédération avec la Province du Canada, soit les actuelles provinces d'Ontario et du Québec.
À la Conférence de Québec d'octobre 1864, les délégués de provinces maritimes acceptent comme compromis une représentation dans de nouvelles institutions fédérales, dont à la Chambre des communes et au Sénat du Canada. Toutefois, de retour dans la région ce projet est rapidement contesté, notamment au Nouveau-Brunswick où une élection générale porte au pouvoir un gouvernement s'y opposant. L'Assemblée législative adopte ensuite le 5 juin 1865 une résolution rejetant les conditions conclues à l'automne précédent. Une série d'événements mènent ensuite à une nouvelle élection provinciale et un revirement spectaculaire est encore observé lorsqu'un nouveau gouvernement est élu favorable à la confédération. Des efforts sont aussitôt engagés à sa réalisation.  La population néo-écossaise s'y oppose aussi mais, sans avoir l'occasion de voter sur l'enjeu avant sa réalisation, vote un gouvernement anti-confédération à la suite de son adoption. C'est seulement après maintes négociations que la Nouvelle-Écosse se rallie à l'idée de la confédération canadienne et à la Loi constitutionnelle de 1867.
À l'instar des autres provinces maritimes, l'Île-du-Prince-Édouard est initialement opposée à la confédération.  Contrairement aux deux autres toutefois, elle se retire des discussions subséquentes pour être absente des provinces fondatrices.  La situation économique difficile vécue par l'Île-du-Prince-Édouard rend la Confédération plus attrayante, et la province rejoint le nouveau pays le 1er juillet 1873.

## Des années 1860 aux années 1950
L'addition au Canada de l'Île-du-Prince-Édouard ravive l'idée de l'Union des Maritimes, et une motion est déposée à cet effet le 27 mars 1873 à l'Assemblée législative du Nouveau-Brunswick. Le débat est toutefois ajourné le 31 mars et il semble que la motion soit ignorée par la suite. Le 23 mars 1875, une motion semblable est déposée mais est considérée irrecevable par le président de l'assemblée législative. Une autre motion est reçue deux jours plus tard. Elle est rejetée le 30 mars, à 25 voix contre 10, et quelques députés des circonscriptions à majorité acadienne soutiennent la motion. 
L'échec des tentatives de 1864 et de 1875 n'a pas clos le débat sur le sujet de l'Union des Maritimes. Plusieurs politiciens et chercheurs, en général des économistes, continuent de militer pour le projet d'union tout au long de cette période.

## Années 1960
En 1964, à l'occasion du centenaire de la Conférence de Charlottetown, le premier ministre du Nouveau-Brunswick, Louis Robichaud, relance l'idée d'une union par un projet d'étude de ses avantages et désavantages. La Nouvelle-Écosse accepte rapidement l'idée, mais l'Île-du-Prince-Édouard est plus réticente. Le 17 février 1965, l'Assemblée législative de la Nouvelle-Écosse adopte une résolution contribuant à la mise sur pied d'une commission chargée d'étudier la question d'une union avec ses provinces voisines. L'Assemblée législative du Nouveau-Brunswick adopte à l'unanimité une résolution semblable le 25 février suivant.
L'Île-du-Prince-Édouard accepte finalement de se joindre aux deux autres provinces maritimes, et une déclaration commune est lue dans les trois assemblées législatives le 26 mars 1968. 
Un rapport est déposé en 1970 et mène à des institutions inter-provinciales et d'autres efforts de collaboration, mais l'idée même d'une union reste sans suite.